# Utetheisa vaga
Utetheisa vaga là một loài bướm đêm thuộc phân họ Arctiinae, họ Erebidae.